# Espagne au Concours Eurovision de la chanson 1997
L'Espagne a participé au Concours Eurovision de la chanson 1997 le 3 mai à Dublin, en Irlande. C'est la 37e participation espagnole au Concours Eurovision de la chanson.
Le pays est représenté par le chanteur Marcos Llunas (en) et la chanson Sin rencor (en), sélectionnés en interne par la TVE.

## Sélection interne
Le radiodiffuseur espagnol, Televisión Española (TVE), choisit en interne l'artiste et la chanson représentant l'Espagne au Concours Eurovision de la chanson 1997.
| Artiste            | Chanson         | Langue   | Traduction   |
| ------------------ | --------------- | -------- | ------------ |
| Marcos Llunas (en) | Sin rencor (en) | Espagnol | Sans rancune |

Lors de cette sélection, c'est la chanson Sin rencor, interprétée par Marcos Llunas (en), qui fut choisie. Le chef d'orchestre sélectionné pour l'Espagne à l'Eurovision 1997 est Toni Xuclà (es).

## À l'Eurovision

### Points attribués par l'Espagne
| 12 points | Turquie     |
| 10 points | Chypre      |
| 8 points  | Italie      |
| 7 points  | Grèce       |
| 6 points  | Irlande     |
| 5 points  | Royaume-Uni |
| 4 points  | Estonie     |
| 3 points  | Suisse      |
| 2 points  | Pologne     |
| 1 point   | Malte       |

### Points attribués à l'Espagne
| 12 points  | 10 points           | 8 points                     | 7 points                        | 6 points                     |
| ---------- | ------------------- | ---------------------------- | ------------------------------- | ---------------------------- |
| - Malte    | - Chypre - Hongrie  | - Portugal - Russie - Suisse |                                 | - Grèce - Irlande - Pays-Bas |
| 5 points   | 4 points            | 3 points                     | 2 points                        | 1 point                      |
| - Slovénie | - Pologne - Turquie | - Italie                     | - Allemagne - Danemark - France |                              |

Marcos Llunas interprète Sin rencor en dixième position lors de la soirée du concours, suivant l'Italie et précédant l'Allemagne.
Au terme du vote final, l'Espagne termine 6e sur 25 pays participants, ayant reçu 96 points au total,.